# Olga Koudechkina
Olga Borissovna Koudechkina (en russe : Ольга Борисовна Кудешкина), née en 1951, est une ancienne juge russe de la première classe de qualification du tribunal municipal de Moscou, candidate en sciences juridiques. Elle a été privée de son statut de juge après avoir fait des allégations publiques d'ingérence politique dans le système judiciaire russe,.

## Biographie
Olga Koudechkina est née en 1951. En 1976, elle est diplômée de la Faculté de droit de l'Université d'État de Kemerovo en Union soviétique (URSS). Le sujet de sa thèse était « Systématisation de la législation nationale » (en russe : Систематизация отечественного законодательства). Elle a travaillé comme juge populaire de la ville de Kemerovo, puis comme juge au tribunal régional de Kemerovo. Du 6 novembre à mai 2004, elle a travaillé comme juge au tribunal municipal de Moscou.

## Déchéance du statut de juge
En mai 2003, Koudechkina a commencé à réexaminer l'affaire pénale contre l'enquêteur spécial principal du comité d'enquête de Russie Pavel Zaytsev, qui a été impliqué dans le scandale de corruption Trois Baleines. Au cours du procès de l'affaire Zaytsev, la présidente du tribunal municipal de Moscou, Olga Iegorova (ru), a convoqué Koudechkina à plusieurs reprises dans son bureau en lui imposant de faire un rapport sur les détails de la procédure judiciaire. Iegorova a conseillé à Koudechkina de « suivre les désirs du procureur », mais Koudechkina a refusé,,.
Le 23 juillet 2003, Iegorova a retiré l'affaire de la procédure de Koudechkina,.
En octobre 2003, Koudechkina a présenté sa candidature aux élections à la Douma d'État de Russie. Le 1er décembre, elle a accordé une interview à la station de radio Écho de Moscou sur les actions d'Olga Iegorova et les pressions qu'elle a exercées,. Koudechkina a également accordé une interview aux journaux Izvestia et Novaya Gazeta.
En mai 2004, le comité de qualification de Moscou sur la plainte de Iegorova a pris la décision de priver Koudechkina du statut de juge.

### Koudechkina c. Russie
Koudechkina a déposé une plainte auprès de la Cour européenne des droits de l'homme (CEDH). Le 26 février 2009, la CEDH a reconnu que la fédération de Russie avait violé l'Article 10 de la Convention européenne des droits de l'homme, qui prévoit le droit à la liberté d'expression, et a jugé que Koudechkina avait démontré des faits d'influence sur elle par le tribunal municipal de Moscou et par les procureurs,. La CEDH lui a également accordé une indemnité d'un montant de 10 000 euros,,.
Malgré la décision de la CEDH, le 18 décembre 2009, le tribunal municipal de Moscou a refusé de réexaminer les décisions concernant la plainte de Koudechkina contre la décision de la priver du statut de juge, et le 10 mars 2010, la Cour suprême de Russie a confirmé cette décision.

## Vie privée
Koudechkina est mariée à un ancien employé du KGB de l'URSS,.